# Lennart Kolmodin
Lennart Teofil Kolmodin, född 25 maj 1889 i Bromma församling i Stockholms län, död 12 april 1961 i Västerleds församling i Stockholm, var en svensk ombudsman.
Lennart Kolmodin, som var son till Adolf Kolmodin, avlade mogenhetsexamen i Uppsala och studerade några år vid universitetet där. 1913–1914 var han medarbetare i tidningen Upsala och inträdde 1914 som tjänsteman i Allmänna valmansförbundets organisation, och var från 1920 organisationens ombudsman. 1915–1918 tjänstgjorde han som ombudsman i högerns provinsorganisation Nationalförbundet för Värmland, och 1919–1920 var han medarbetare i Nya Wermlands-Tidningen. Under den växande försvarsrörelsen 1913–1914 blev Kolmodin aktiv inom högerpartiet. Verksamt bidrog han till den borgerliga valsegern i Värmland 1920, och som riksombudsman gjorde han betydande organisatoriska och politiska insatser för att stärka högern och ledde dess valarbete. Särskilt var Kolmodin intresserad av Högerns medborgarskola i Gimo, och från 1934 var han verkställande ledamot i Arvid Lindmans stiftelse som drev denna. Han utgav flera valböcker samt bland annat Mål och medel (1926) och Vårt Gimo (1940).